# Космос-300
Космос-300 — неудачно запущенная автоматическая межпланетная станция типа Луна-16A лунно-грунтозаборной серии Е-8-5 № 403 советской программы «Луна».
Космос-300 стал четвёртой советской попыткой беспилотного возвращения образцов лунного грунта. Вероятно, Космос-300 был аналогичен по конструкции поздней версии космических аппаратов Луна-16.
23 сентября 1969 года АМС была запущена ракетой носителем Протон-К/Д (8К82К/УР500К). Миссия провалилась из-за аварии разгонного блока.